# 2006년 로스앤젤레스 영화 비평가 협회상
제32회 로스앤젤레스 영화 비평가 협회상은 2006년 12월 10일에 열린 시상식이다.

## 수상 및 후보

### 작품상
- 이오지마에서 온 편지 - 클린트 이스트우드 수상

### 감독상
- 플라이트 93 - 폴 그린그래스 수상

### 남우주연상
- 보랏 - 카자흐스탄 킹카의 미국 문화 빨아들이기 - 사샤 바론 코헨 수상
- 라스트 킹 오브 스코틀랜드 - 포레스트 휘태커 수상

### 여우주연상
- 더 퀸 - 헬렌 미렌 수상

### 남우조연상
- 더 퀸 - 마이클 쉰 수상

### 여우조연상
- 라자레스쿠씨의 죽음 - 루미니타 게오주 수상

### 각본상
- 더 퀸 - 피터 모건 수상

### 촬영상
- 칠드런 오브 맨 - 엠마누엘 루베즈키 수상

### 미술상
- 판의 미로 - 오필리아와 세 개의 열쇠 - 유제니오 카발레오 수상

### 음악상
- 더 퀸 - 알렉상드르 데스플라 수상

### 외국어영화상
- 타인의 삶 - 플로리안 헨켈 폰 도너스마르크 수상

### 다큐멘터리상
- 불편한 진실 - 데이비스 구겐하임 수상

### 애니메이션상
- 해피 피트 - 조지 밀러 수상

### 독립영화상
- 올드 조이 - 켈리 라이카트 수상
- 방황의 날들 - 김소영 수상

### 신인상
- 미스 리틀 선샤인 - 마이클 안트 수상
- 미스 리틀 선샤인 - 조나단 데이턴 수상
- 미스 리틀 선샤인 - 발레리 페리스 수상

### 공로상
- 로버트 멀리건 수상

### 특별공헌상
- 그림자 군단 - 장 피에르 멜빌 수상
- Jonas Mekas 수상